# Mark Williams (Noord-Iers voetballer)
Mark Stuart Williams (Stalybridge, 28 september 1970) is een in Engeland geboren oud-profvoetballer met de Noord-Ierse nationaliteit. Hij speelde als verdediger en beëindigde zijn loopbaan in 2005 bij de Engelse club Rushden & Diamonds. Williams kwam verder onder meer uit voor Wimbledon en Shrewsbury Town.

## Interlandcarrière
Williams kwam in totaal 36 keer (één doelpunt) uit voor de nationale ploeg van Noord-Ierland in de periode 1999–2005. Onder leiding van bondscoach Lawrie McMenemy maakte de toenmalige verdediger van Chesterfield zijn debuut op 27 maart 1999 in de EK-kwalificatiewedstrijd tegen regerend Europees kampioen Duitsland (0-3), net als doelman Maik Taylor (Fulham FC).